# Църковен вестник (газета)
Църковен вестник — офіційна газета Православної Церкви Болгарії, яка безперервно виходить з 1900 р. по сьогоднішній день. Була заснована рішенням Священного Синоду ПЦБ від 5 лютого 1900 року.

## Заснування
У протоколі № 2 засідання Священного Синоду БПЦ від 5 лютого 1900 року зазначається:
| « | Враховуючи, що давно назрівала необхідність єдиного друкованого органу Синодальної влади, який не мав би політичного характеру, стояв на чатах інтересів Св. Болгарської церкви, а також поширював між духовенством і благочестивим населенням здорові і корисні знання релігійного і морально-релігійного характеру, Синод вирішив заснувати таку редакцію, і довірити Д. Мішеву, нинішньому головному секретарю Болгарського Екзархату, відомому своїм сумлінним служінням Церкві. При цьому ми вирішили повідомити останнього і запросити його (Мішева), за попереднім дозволом Його Блаженства, приїхати сюди для розгляду порядку денного газети і всіх інших питань, що стосуються матеріального боку, аби визначати умови цього служіння. | » |

На засіданні Св. Синоду від 17 лютого 1900 р. (Протокол № 10) були розглянуті наступні питання: програма майбутньої газети — «Церква і її інтереси в самому широкому сенсі; побожність і добра мораль її пастви; поширення корисних знань релігійного і морально-релігійного характеру та ін.» Крім щотижневої газети буде публікуватися раз на чотири місяці додаток («Бібліотека») в «обсязі статей, що будуть містити відомості про історію болгарської церкви і церковну археологію, богословські статті, проповіді, церковні оповідання тощо. Редагування газети повинно бути доручене Д. Мішеву терміном на 4 роки, що вимагає щорічної винагороди 7200 левів. На початку квітня 1900 початковий тираж газети становить 2500 примірників, які будуть поширюватися по підписці». Щорічна сума також була проголосована як гонорар за зовнішнє співробітництво.

## Видавництво

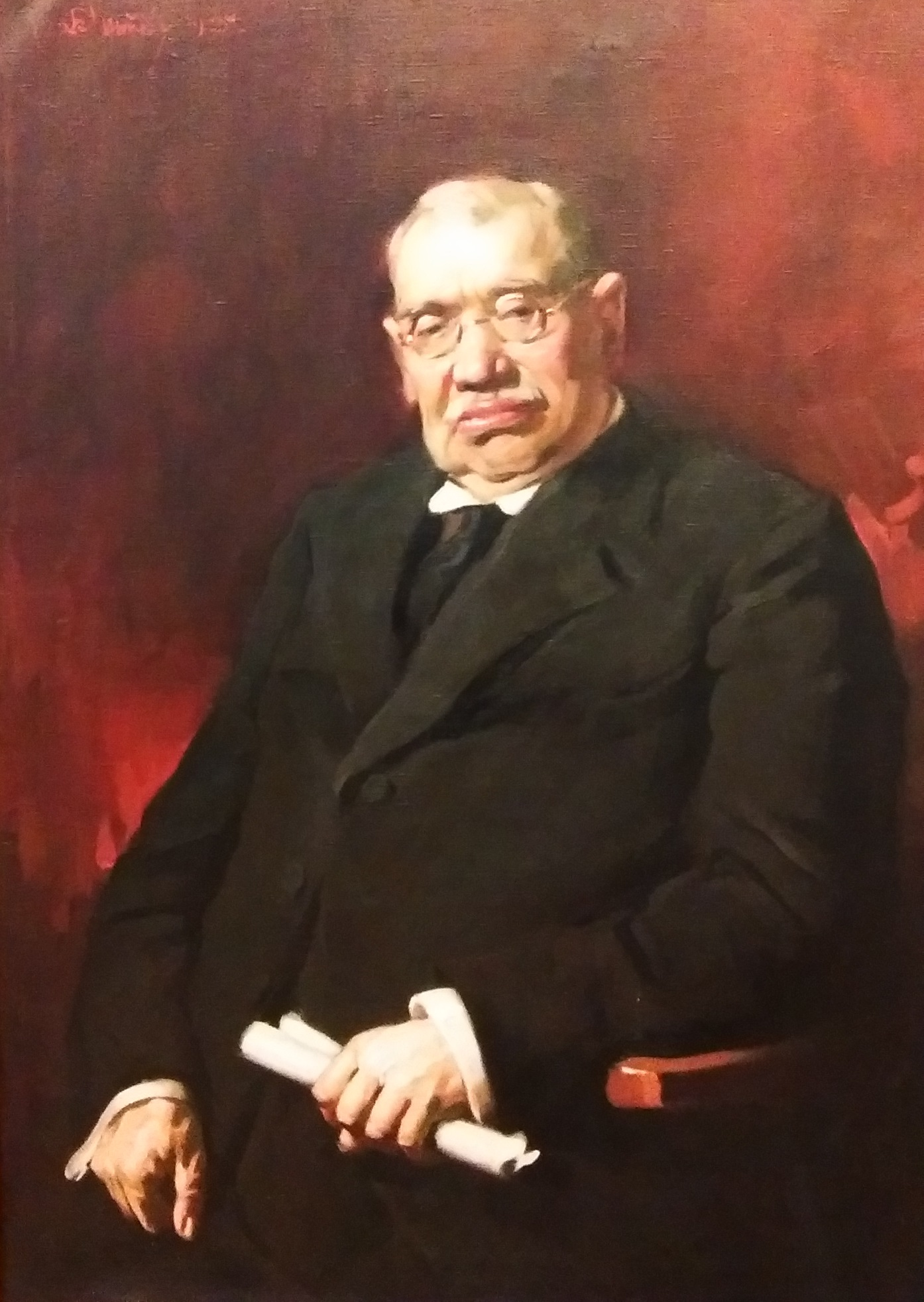
Портрет видавця Димитара Мішева (художник — Бориса Мітов), 1925

7 квітня 1900 року виходить перший випуск церковної книги, надрукованої в друкарні Хр. Г. Бачеварова в Софії. На її першій сторінці була опублікована вступна стаття під назвою «Замість програми», де детально описано призначення синодального органу. Ця платформа, хоча і сформульована більше століття тому, все ще актуальна.
Крім друкарні Бачеварова, газета друкувалася і в інших друкарнях: Івана Говедарова, Ст. Атанасова, Г. A. Ножарова, «Балкан», «Ден», «Гражданин», Гр. T. Паспальслава, «Гутенберг», «Нов живот», С. М. Стайкова, «Право», Військово-видавничого фонду, «Франклин», П. Глушкова, «Добруджа», Т. T. Драгієва, «Зора» у Варні та Вл. Піршорова у Враці та ін.
«Църковен вестник» розповсюджувався в країні шляхом підписки. У столиці були ручні продажі в трьох місцях: напроти королівського палацу (нині Національна художня галерея), на вул. «Търговска» (сьогодні «Екзарх Йосиф I»), напроти готелю «Паханов».
Протягом більш ніж століття «Църковен вестник» гідно виконував свою роль офіційної друкарні Болгарської Православної Церкви, незважаючи на чотири війни (Першу Балканську, Другу Балканську, Першу і Другу світову), численні кризи (економічні та політичні), різні політичні режими (включаючи атеїстичні).
Відповідно до Статуту Болгарської Православної Церкви — Болгарського Патріархату, всі важливі рішення для БПЦ публікуються в «Церковному журналі».

## Головні редактори
Головними редакторами газети були:
- Христо Ів. Попов — Капнилов (1903—1906);
- Іван Гюзелев (1915);
- Христо Ценов (1915—1920);
- Стефан Цанков (1920);
- Данаїл Пасков (1921);
- Неофіт Відінський (1922—1926);
- Любозар Чолаков (1926—1927);
- Іван Снегаров (1928—1931);
- Димитар Дюлгеров (1931—1934);
- Антим Траянопольський (1936—1937);
- Христо Ст. Попов (1938—1944);|col2=* Проф. Іван С. Марковський (1945—1952);
- Доц. Тодор Сібев;
- Проф. д-р Тодор Поптодоров;
- Проф. Тотю Коєв (1975—1978);
- Проф. Антоній Хубанчев (1980—1991);
- Доц. Димитар Кіров (1991—1992);
- Доц. Іван Желев (1992—1995);
- Златка Генкова (1995—1997);
- Свящ. Ангел Велічков; (1997—2002)
- ГеоргійТодоров; (2002—2004)
- Александра Карамихалева (от 2011 до днес).}}